# Weingut Karl Haidle

Logo vom Weingut Karl Haidle

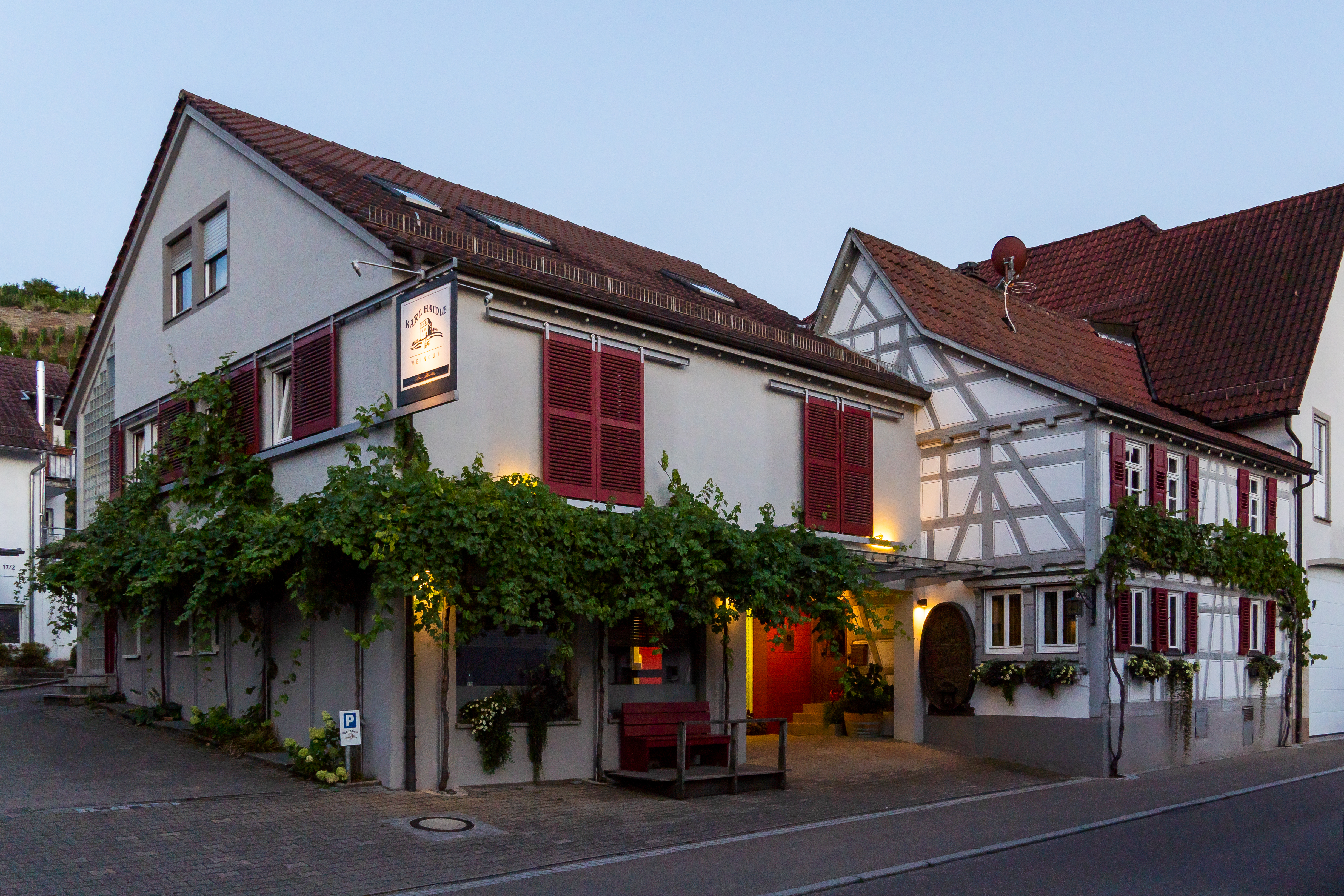
Weingut Karl Haidle

Das Weingut Karl Haidle befindet sich im Teilort Stetten im Remstal der baden-württembergischen Gemeinde Kernen im deutschen Weinbaugebiet Württemberg. Es wurde 1949 gegründet und produziert auf 23 Hektar Rebfläche jährlich 130.000 Flaschen Wein.
Das Weingut ist Mitglied des Verbands Deutscher Prädikatsweingüter (VDP) und bei Demeter. Seit 2014 werden die Weinberge biologisch bewirtschaftet, seit 2020 biodynamisch.

## Weinlagen
Der Stettener Pulvermächer liegt rund um die Ruine der Yburg.
In der Schnaiter Burghalde baut das Weingut in erster Linie Spätburgunder an. Diese Lage wurde 1600 urkundlich erwähnt. Sie liegt in einem Seitental des Remstals zwischen 300 und 350 Höhenmeter und weist eine Steigung von 35 % auf. Sie besteht aus sandigen Lehmböden und buntem Mergel.

## Rebsorten
Die Hauptrebsorten sind mit über 50 % Riesling und 25 % Lemberger. Die restliche Fläche ist bepflanzt mit Spätburgunder, Chardonnay, Trollinger und weiteren Sorten.